# Magnus Bergvall
Magnus Bergvall, född 15 januari 1868, död 11 maj 1947, var en svensk folkskollärare, bokförläggare och affärsman. Han grundade 1900 en butik och firma för försäljning av skolböcker och skolmateriel, började efter några år att utge läromedel, tog 1908 avsked från lärartjänsten, och ombildade 1918 sin verksamhet till ett bokförlag i aktiebolagsform, Magnus Bergvalls förlag, som han ledde till sin död. Han tjänade en förmögenhet på fastighetsaffärer, och bildade med pengarna Magnus Bergvalls stiftelse, som främjar vetenskaplig forskning genom anslag till svenska vetenskapsmän samt svenska vetenskapliga och kulturella institutioner. Magnus Bergvall var en hängiven amatörbotaniker, men insamlade inte växter utan studerade dem i naturen, och han var känd för sin omutliga ärlighet.